# Дачная (Благовещенский район)
Дачная (баш. Дача) — деревня в Благовещенском районе Башкортостана, относится к Покровскому сельсовету.

## История
Официально образована в 2005 году (Закон «О внесении изменений в административно-территориальное устройство Республики Башкортостан в связи с образованием, объединением, упразднением и изменением статуса населённых пунктов, переносом административных центров» от 20 июля 2005 года, № 211-З (Принят Государственным Собранием — Курултаем Республики Башкортостан 7 июля 2005 года), ст. 1).

## Население
| 2002 | 2009 | 2010 |
| ---- | ---- | ---- |
| 0    | →0   | ↗5   |